# Строчицы
Строчицы — деревня в Солецком районе Новгородской области.

## География
Находится в западной части Новгородской области на расстоянии приблизительно 10 км на юг-юго-восток по прямой от районного центра города Сольцы.

## История
В 1909 году здесь (деревня Старорусского уезда Новгородской губернии) было учтено 37 дворов. До 2020 года входила в состав Выбитского сельского поселения.

## Население
Численность населения: 206 человек (1909 год), 6 (русские 100 %) в 2002 году, 1 в 2010.